# Губенське
Губе́нське — село в Україні, Запорізькому районі Запорізької області. Входить до складу Петро-Михайлівської сільської громади. Колишній орган місцевого самоврядування — Тернівська сільська рада. 
Площа села – 28 га. Кількість дворів – 1, кількість населення на 01.01.2007 р.  –  1 чол. 

## Географія
Село Губенське знаходиться на лівому березі річки Дніпро, нижче за течією на відстані 1,5 км розташоване село Петро-Свистунове.
Село розташоване за 37 км від міста Вільнянськ, за 47 км від обласного центру. Найближча залізнична станція – Славгород-Південний (Дніпропетровська область) – знаходиться за 25 км від села.

## Клімат
У селі Губенське клімат — атлантично-континентальний, з вираженими в літній період посушливими суховійними явищами, які в окремі роки виявляються особливо інтенсивно. Літо тепле, зазвичай починається в перших числах травня і триває до початку жовтня, охоплюючи період близько п'яти місяців. Зима помірно м'яка, часто спостерігається відсутність стійкого сніжного покриву. У середньому, висота сніжного покриву становить 14 см, найбільша — 35 см.
| Клімат Губенського      | Клімат Губенського | Клімат Губенського | Клімат Губенського | Клімат Губенського | Клімат Губенського | Клімат Губенського | Клімат Губенського | Клімат Губенського | Клімат Губенського | Клімат Губенського | Клімат Губенського | Клімат Губенського | Клімат Губенського |
| Показник                | Січ.               | Лют.               | Бер.               | Квіт.              | Трав.              | Черв.              | Лип.               | Серп.              | Вер.               | Жовт.              | Лист.              | Груд.              | Рік                |
| Середній максимум, °C   | −2                 | −1                 | 5                  | 14                 | 21                 | 25                 | 26                 | 25                 | 20                 | 12                 | 6                  | 0                  | 13                 |
| Середня температура, °C | −4,2               | −2,9               | 1,7                | 9,9                | 16,4               | 20,2               | 22,0               | 21,2               | 16,2               | 9,5                | 3,8                | −1,8               | 9,4                |
| Середній мінімум, °C    | −6                 | −5                 | −1                 | 5                  | 11                 | 15                 | 16                 | 15                 | 11                 | 6                  | 1                  | −3                 | 5                  |
| Норма опадів, мм        | 49                 | 39                 | 36                 | 38                 | 46                 | 60                 | 48                 | 40                 | 32                 | 27                 | 43                 | 52                 | 510                |
| ----------------------- | ------------------ | ------------------ | ------------------ | ------------------ | ------------------ | ------------------ | ------------------ | ------------------ | ------------------ | ------------------ | ------------------ | ------------------ | ------------------ |

Середня річна температура +9,0 °C, середня температура в липні +22,8 °C, а в січні —4,9 °C. Середня глибина промерзання ґрунту — 0,8 м, максимальна — близько 1 м.
За умовами забезпеченості вологою територія міста належить до посушливої зони. Середньорічна кількість опадів становить 443 мм, а випаровування з поверхні суходолу — 480 мм, з водної поверхні — 850 мм. При цьому влітку часто спостерігаються зливи, що сильно розмивають поверхню ґрунту.
Відносна вологість повітря о 13 годині становить 60 %, найменша — 40 % — спостерігається в липні — серпні.[джерело?]
Переважні напрямки вітру в теплий період — північний і північно-східний, у холодний період — північно-східний і східний. Середня швидкість вітру становить 3,8 м/сек, посилюючись до 4,2 м/сек на околицях міста. Максимальна швидкість вітру, до 28 м/сек, спостерігається один раз на 15-20 років.[джерело?]
Щороку, у середньому, село вкрито туманом 45 днів на рік. Найбільше число туманів — 60 на рік.[джерело?]

## Історія
Село утворилась наприкінці 1920-х років у зв’язку із будівництвом Дніпрогесу.
В 1932-1933 селяни пережили сталінський геноцид.
З 24 серпня 1991 року село входить до складу незалежної України.
День села відзначається 23 вересня.